# Erik von Kuehnelt-Leddihn
Erik Maria Anton Friedrich Ritter von Kuehnelt-Leddihn (ur. 31 lipca 1909, zm. 26 maja 1999) – austriacki myśliciel, pisarz i dziennikarz katolicki. Był zdecydowanym krytykiem demokracji oraz totalitaryzmu. Sam nazywał siebie "skrajnie konserwatywnym arcyliberałem". Opowiadał się za monarchią absolutną. 

## Życiorys
Kuehnelt-Leddihn urodził się 31 lipca 1909 roku w Haselsdorf-Tobelbad. Wywodził się z arystokratycznej rodziny o tradycjach katolickich. Studiował prawo państwowe oraz kanoniczne na Uniwersytecie Wiedeńskim. Przeniósłszy się do Budapesztu w 1929 roku, studiował politologię oraz ekonomię (m.in. pod kierunkiem  Pála Telekiego) tam uzyskał doktorat. Studiował także teologię.
Kuehnelt-Leddihn zaczął pracę dziennikarza w wieku 16 lat dla londyńskiej gazety „The Spectator”. Około roku 1929 został wysłany przez węgierską gazetę jako korespondent do ZSRR i spędził tam dwa lata. W 1935 roku wyjechał do Wielkiej Brytanii  i uczył historii w jezuickiej szkole Beaumont College. W 1937 roku Kuehnelt-Leddihn wyjechał do Stanów Zjednoczonych. Wykładał przez rok na Georgetown University. Później został dyrektorem  instytutu historii i socjologii w St. Peter's College. W latach 1942–1943 uczył języka japońskiego na Uniwersytecie Fordham. Od 1943 do końca swojego pobytu w Stanach wykładał na Chestnut Hill College w Filadelfii. W 1946 roku współzałożył Stowarzyszenie Mont Pelerin, towarzystwo grupujące zwolenników klasycznego liberalizmu (w 1961 je opuścił). Do końca II wojny światowej nie mógł wrócić do okupowanej przez nazistów Austrii z powodu opublikowanej w 1933 roku książki Jesuiten, Spießer und Bolschewiken, w której krytykował partię narodowo-socjalistyczną.
W 1947 roku wrócił do Austrii, aby poświęcić się pisaniu i samodzielnym badaniom intelektualnym. Co roku wracał do Ameryki na wykłady z europejskiej kultury i historii. Na początku lat 50. współzałożył amerykańskie konserwatywne pismo „The National Review” i przez 35 lat pracował jako jego europejski korespondent. W latach 1946–1958 był stałym współpracownikiem miesięcznika „Neues Abendland”, katolickiego i prawicowego pisma ukazującego się w Austrii i Niemczech. W 1981 roku ogłosił Deklarację portlandzką.
Przez cały okres trwania swojej kariery pisał artykuły dla kilkudziesięciu czasopism ukazujących się w różnych krajach: amerykańskich, angielskich, hiszpańskich, niemieckich, austriackich, argentyńskich, szwedzkich, norweskich, polskich, szwajcarskich, francuskich, japońskich, nowozelandzkich i australijskich. Współpracował także przy tworzeniu niemieckiej encyklopedii wydawnictwa „Brockhaus”. Napisał cztery powieści oraz sześć książek politologicznych.

### Życie prywatne
Kuehnelt-Leddihn ożenił się z hrabianką Christiane Goess w 1937 roku. Mieli troje dzieci. Był udałym poliglotą; znał 8 języków czynnie, natomiast 11 dalszych biernie, w tym polski. Odwiedził ponad 100 krajów. W wolnym czasie malował, swoją pierwszą wystawę miał w 1971 roku.

## Poglądy
W swoim największym i najsłynniejszym dziele – Wolność czy równość (Liberty or Equality) – zawarł ostrą krytykę demokracji. Uważał, że lud nie ma wystarczających kompetencji do wyboru odpowiedniej władzy, ze względu na rozpiętość między Scita - wiedzą jaką posiadają masy, jak również wybierana przez nie klasa polityczna (której członkowie nie są "politykami z zawodu"), a Scienda - wiedzą jaką należy posiadać, by należycie sprawować władzę, względnie oceniać decyzje rządzących. Przepaść ta pogłębia się stale i nieuchronnie, z racji niemożności zatrzymania postępu technologicznego, a co za tym idzie, ilości informacji jaką należy posiadać (Scienda). Jego zdaniem, demokracja, w zestawieniu z monarchią, jest ustrojem złym i niesprawiedliwym. Albowiem monarchia nie tylko opiera się na wzorze chrześcijańskiego ustroju społecznego, jakim jest rodzina i Kościół, ale również zapewnia więcej wolności. W tej samej książce von Kuehnelt-Leddihn analizował również źródła nazizmu w Niemczech. Jego zdaniem tych źródeł należy szukać m.in. w protestantyzmie i racjonalizmie czasów rewolucji francuskiej.
Początkowo był bardzo krytyczny wobec Lutra, ale po przeczytaniu jego ponad 100 dzieł uznał go za konserwatystę, który popełnił błąd. Albowiem von Kuehnelt-Leddihn uważał luteranizm za bunt przeciwko renesansowi i właściwemu mu humanizmowi.

## Sentencje
- "Prawica jest prawa [ma rację], a lewica jest zła [w błędzie]". (ang. the right as always right, and the left is always wrong)
- "Człowiek jest raczej głupi niż nikczemny".
- "Trzy całkowicie lewicowe rewolucje – francuska, bolszewicka i nazistowska – ukształtowały historię ostatnich 200 lat i sprawiły, że były one 'Stuleciami G': gilotyn, więzień, szubienic, komór gazowych i łagrów (ang. guillotines, gaols, gallows, gas chambers, gulags)".

## Dzieła
Powieści
- Jesuiten, Spiesser, Bolschewiken (wyd. angielskie Gates of Hell) (wyd. polskie Jezuici, burżuje, bolszewicy)
- Night Over the East
- Moscow 1979
- Black Banners

Prace socjologiczno-polityczne
- The Menace of the Herd (wydane pod pseudonimem "Francis S. Campell")
- Liberty or Equality
- The Timeless Christian
- The Intelligent American's Guide to Europe
- Leftism, From de Sade and Marx to Hitler and Marcuse
- Leftism Revisited, From de Sade and Marx to Hitler and Pol Pot
- Demokratie. Eine Analyse (wyd. polskie Demokracja - opium dla ludu. Wydawnictwo PROHIBITA ISBN 978-83-61344-37-7)
- Die falsch gestellten Weichen: Der rote faden 1789-1984 (wyd. polskie Ślepy tor. Ideologia i polityka lewicy 1789-1984. Wydawnictwo "Wektory" ISBN 978-83-60562-16-1)